# NGC 7695
NGC 7695 est une petite galaxie lenticulaire située dans la constellation des Poissons  à une distance d'environ 28,8 ± 2,3 Mpc (∼93,9 millions d'al) de la Voie lactée. NGC 7695 a été découverte par l'astronome allemand Albert Marth en 1864.
NGC 7694 et NGC 7695 forme sans doute une paire de galaxies, même si aucune des sources consultées ne le mentionnent. 

## Caractéristiques

### Distance
Sa vitesse par rapport au fond diffus cosmologique est de 1 953 ± 52 km/s, ce qui correspond à une distance de Hubble de 28,8 ± 2,3 Mpc (∼93,9 millions d'al).

## Paire de galaxies

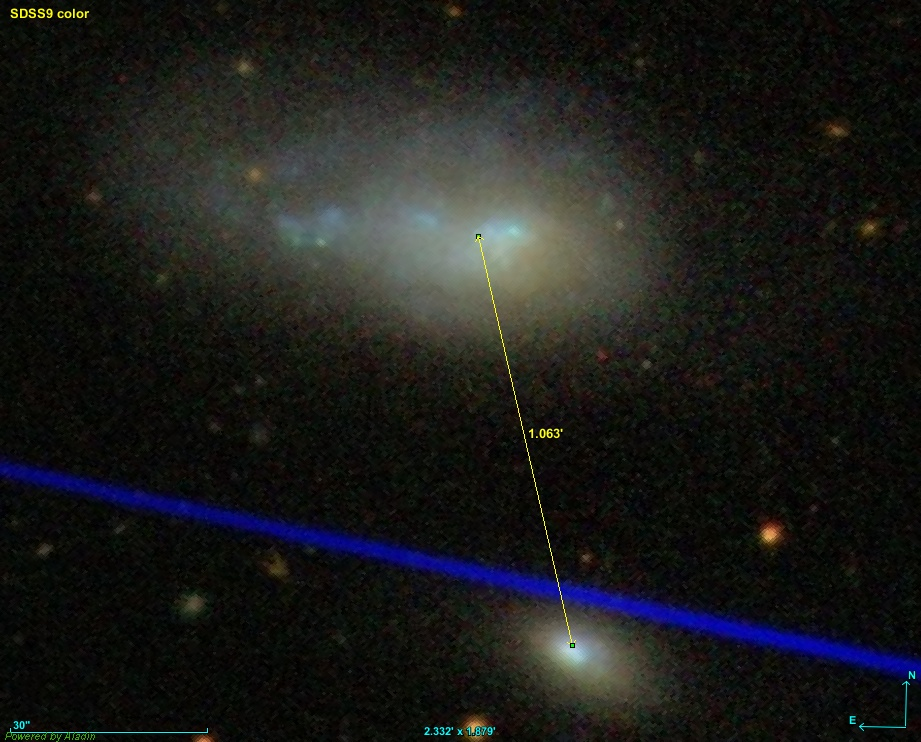
Une paire de galaxies ? De nombreuses régions de jeunes étoiles bleues dans NGC 7694 au nord.

La distance de NGC 7694 égale à 28,7 ± 2,02 Mpc (∼93,6 millions d'al) est presque que la même que celle de NGC 7695. Ces deux galaxies ne sont qu'à environ 1° l'une de l'autre. Il pourrait fort bien s'agir d'une paire de galaxies, mais aucune des sources consultées ne le mentionnent.
Il existe d'ailleurs peu de publications au sujet de ces deux galaxies. Google Scholar indique sept publications pour NGC 7694 et le mot « pair » n'est dans aucun des articles. Pour 7695, que deux publications et aussi l'absence de l'indicatio de paire dans les titres.